# 查尔斯·麦卡利斯特
查尔斯·麦卡利斯特（英語：Charles McCallister，1903年10月14日—1997年10月22日），美国男子水球运动员。他曾代表美国参加1932年和1936年夏季奥林匹克运动会水球比赛，其中1932年奥运会获得一枚铜牌。